# ПАНДАС
ПАНДАС (англ. PANDAS, Pediatric Autoimmune Neuropsychiatric Disorders Associated with Streptococcal infections — акроним «детские аутоиммунные нервно-психические расстройства, ассоциированные со стрептококковыми инфекциями») — термин, использующийся для описания состояния у детей, у которых быстро развивается обсессивно-компульсивное расстройство и/или тиковые расстройства, в том числе синдром Туретта, после того, как они переболели группой стрептококковых инфекций, таких как острый фарингит и скарлатина. Предлагаемым патогенезом этих нарушений считается аутоиммунная реакция, при которой антитела поражают нервные клетки.
Эта теория является спорной и оспаривается некоторыми учеными, которые считают, что пациенты с PANDAS-синдромом существенно не отличаются от остальной популяции, и что инфекции не увеличивают риск ОКР или тиков. Синдром в настоящее время отсутствует в МКБ-10 или DSM-IV-TR.